# 尤
尤（ゆう）は漢姓の一つ。『百家姓』の19番目の姓である。中国の福建省と台湾に多い。2020年の中華人民共和国の統計では人数順の上位100姓に入っていないが、台湾の2018年の統計では85番目に多い姓で、32,176人がいる。
現在の多くは王審知が閩の王となった時、閩国内の「沈」姓が同音の「審」を忌避するために改姓したものだと見られる。

## 著名な人物
- 尤袤 - 南宋の政治家・詩人。
- 尤権 - 中華人民共和国の政治家。
- 尤勇 - 中華人民共和国の俳優。
- 尤敏 - 香港の女優。
- 尤秋興 - 台湾の歌手。「動力火車」のメンバー。